# 维龙绍
维龙绍（法語：Vironchaux，法語發音：[viʁɔ̃ʃo]）是法国上法蘭西大區索姆省的一个市镇，属于阿布维尔区。

## 地理
维龙绍（50°17'20"N, 1°49'19"E）面积16.14 平方千米，位于法国上法蘭西大區索姆省，该省份为法国北部沿海省份，北起加来海峡省和北部省，西接滨海塞纳省和大西洋英吉利海峡，南至瓦兹省，东临埃纳省。
与维龙绍接壤的市镇（或旧市镇、城区）包括：蓬什埃斯特吕瓦勒、阿尔古勒、多米努瓦、利热库尔、马谢尔、马希、勒尼耶尔-埃克吕斯、弗龙。

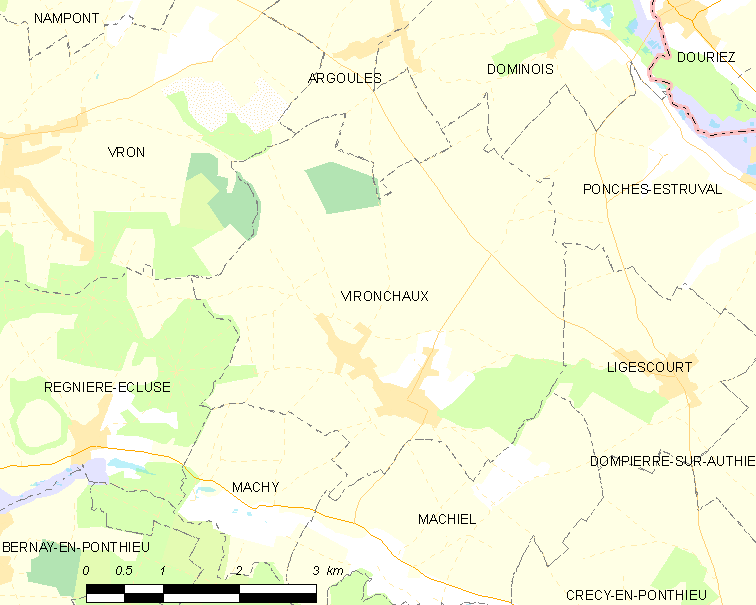
维龙绍的OSM定位图

维龙绍的时区为UTC+01:00、UTC+02:00（夏令时）。

## 行政
维龙绍的邮政编码为80150，INSEE市镇编码为80808。

## 政治
维龙绍所属的省级选区为吕镇县。

## 人口

1962-2008年间维龙绍人口变化图示

维龙绍于2022年1月1日时的人口数量为507人。